# Montilly-sur-Noireau
 Montilly-sur-Noireau  es una población y comuna francesa, situada en la región de Baja Normandía, departamento de Orne, en el distrito de Argentan y cantón de Flers-Nord.

## Demografía
| 700 | 603 | 620 | 697 | 720 | 763 |
| Para los censos de 1962 a 1999 la población legal corresponde a la población sin duplicidades (Fuente: INSEE [Consultar]) |     |     |     |     |     |